# Neosybra sinuicosta
Neosybra sinuicosta är en skalbaggsart som beskrevs av J. Linsley Gressitt 1951. Neosybra sinuicosta ingår i släktet Neosybra och familjen långhorningar.
Artens utbredningsområde är Taiwan. Inga underarter finns listade i Catalogue of Life.